# Eryngiopus similis
Eryngiopus similis är en spindeldjursart som beskrevs av Charles Thorold Wood 1967. Eryngiopus similis ingår i släktet Eryngiopus och familjen Stigmaeidae. Inga underarter finns listade i Catalogue of Life.